# 比利时铁路运输
比利时拥有发达的铁路网络。欧洲大陆第一条公营铁路于1835年5月5日在布鲁塞尔和梅赫伦之间开通。
比利时是國際鐵路聯盟（UIC）的成员，代码88。

## 更多阅读
- Haydock, David. . European Handbook No. 1 7th. Sheffield: Platform 5 Publishing. 2017. ISBN 9781909431393 （英语）.